# Reliquias asociadas con Jesús
Las reliquias asociadas con Jesús son reliquias cristianas que, según antiguas tradiciones, se han ido recopilando a lo largo de la historia del cristianismo y son objeto de veneración.
Mientras unos creen en su autenticidad, otros dudan de su validez. Por ejemplo, en el siglo XVI, el filósofo Erasmo de Róterdam escribía irónicamente sobre la proliferación de reliquias evocando la cantidad de edificios que podrían construirse a partir de las reliquias de madera que se afirmaba eran de la cruz de la crucifixión de Jesús. Del mismo modo, al menos treinta Santos Clavos eran venerados como reliquias en toda Europa a principios del siglo XX. Cristo no había dejado reliquias corporales después de su Ascensión, los católicos y ortodoxos utilizaron principalmente las denominadas reliquias de contacto. Parte de las reliquias están incluidas en el llamado Arma Christi ('Armas de Cristo' o Instrumentos de la Pasión).
Algunas reliquias, como los restos de la corona de espinas, reciben solo un modesto número de peregrinos, mientras que otras, como el Sudario de Turín (asociado con la devoción católica aprobada a la Santa Faz de Jesús), reciben millones, incluidos últimamente el papa Juan Pablo II y el papa Benedicto XVI.
Como la enseñanza cristiana generalmente declara que Cristo ascendió al cielo corporalmente, existen pocas reliquias corporales, con la notable excepción del Santo Prepucio de Jesús.

## Reliquias de la Pasión

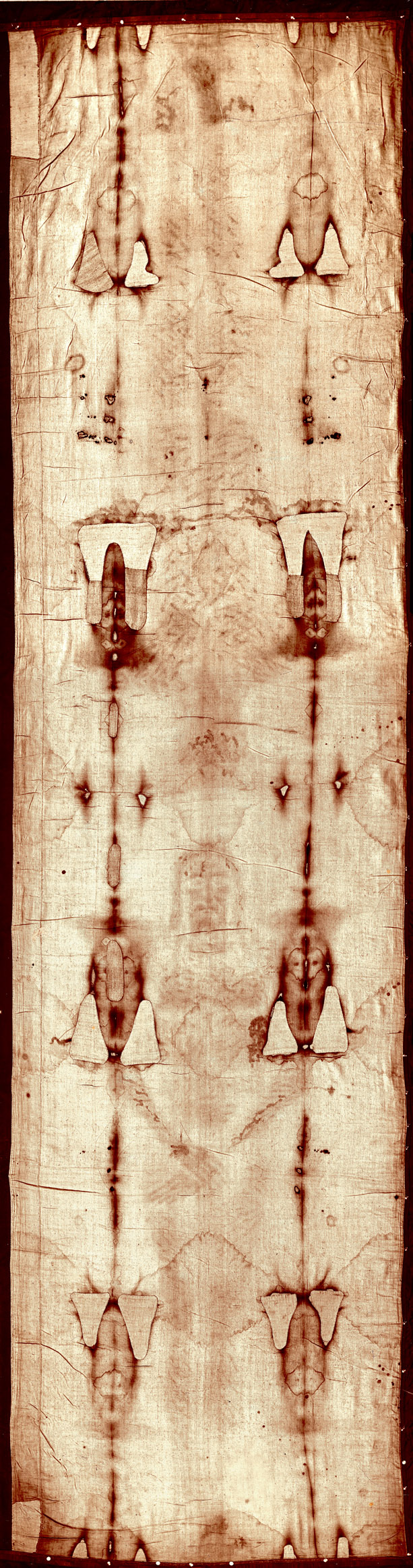
Sudario de Turín.

### Vera Cruz

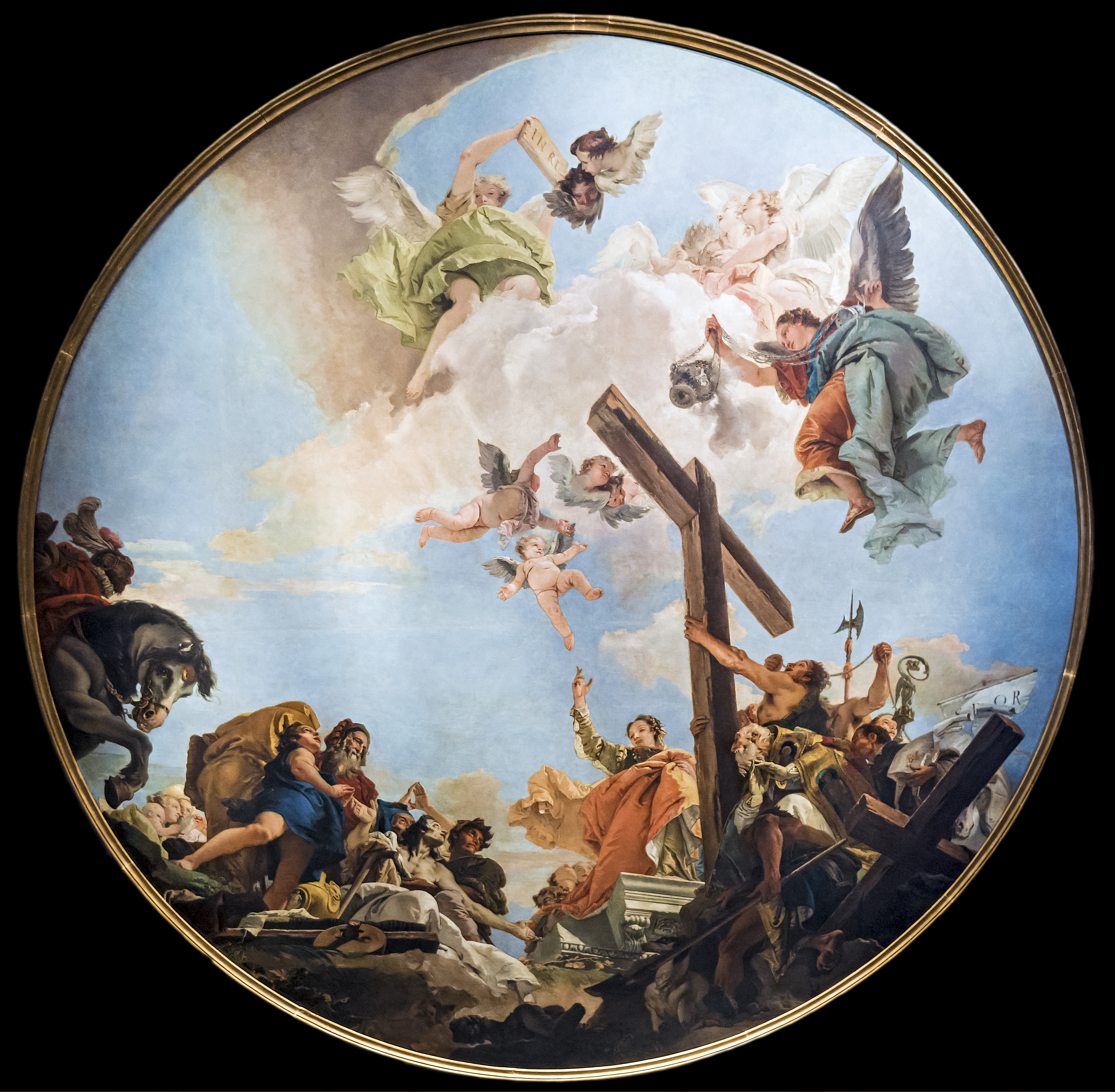
Descubrimiento de la Vera Cruz, Tiepolo, 1745.

La "Vera Cruz" se refiere a la cruz real usada en la crucifixión de Jesús. Hoy en día, muchos fragmentos de madera se reclaman como reliquias de la Vera Cruz, pero es difícil establecer su autenticidad. La historia de su descubrimiento viene del siglo IV y se publicó en La leyenda dorada de Jacopo della Voragine en 1260, que incluía la historia de los santos venerados en ese momento.
La tradición y la leyenda atribuyen su descubrimiento a Santa Elena, madre de Constantino el Grande, quien fue a Tierra Santa durante el siglo IV en busca de reliquias. Eusebio de Cesarea fue el único autor contemporáneo que escribió sobre este viaje en su Vida de Constantino. Pero Eusebio no mencionó la Vera Cruz, aunque muestra la piedad de Elena e informe sobre el sitio del Santo Sepulcro. En los escritos del siglo V de Sócrates el Escolástico, Sozomeno y Teodoreto de Ciro informan sobre el hallazgo de la Cruz.
Algunos restos de la supuesta Vera Cruz, incluida la mitad de la tablilla de inscripción INRI, se conservan en la Basílica de la Santa Cruz de Jerusalén de Roma. Otras pequeñas piezas de la Cruz son conservadas en muchas otras iglesias europeas. La autenticidad de las reliquias y la seguridad de los informes de encontrarse la Vera Cruz no es aceptada por todos los cristianos. La creencia en la tradición de la Iglesia Cristiana Primitiva con respecto a la Vera Cruz está generalmente restringida a las Iglesias Católica y Ortodoxa. Las leyendas medievales de la procedencia de la Vera Cruz Verdadera difieren entre la tradición católica y la ortodoxa. Estas iglesias honran a Elena como santa, al igual que la Comunión Anglicana.

### Perizonium
Lo más problable es que Cristo, en un acto de total humillación, haya sido crucificado totalmente desnudo. Aunque no se menciona en los evangelios que se usara un trozo de tela para cubrir su desnudez , en la catedral de Aquisgrán , Alemania, se conserva un perizonium,  o sea un paño de lino que se dice sirvió para ello.

## Acheiropoieta
Existen varias imágenes de acheiropoieta (no hechas a mano) que son de la cara o el cuerpo de Jesús impreso en tela. En la mayoría de los casos, estas imágenes están sujetas a un intenso debate y especulación. Aunque se practican devociones al rostro de Jesús, el término 'Santo Rostro de Jesús' o Santa Faz se refiere a las devociones específicas aprobadas por el Papa León XIII en 1895 y el Papa Pío XII en 1958 para la imagen del Sudario de Turín.

### Sudario de Turín

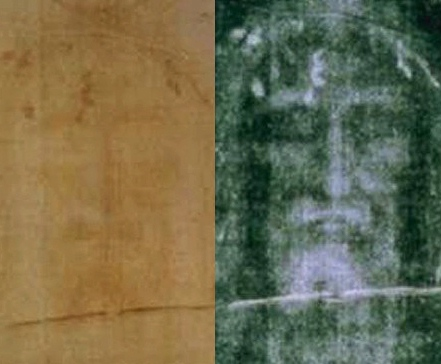
Fotografía reciente con contraste mejorado de la cara en el Sudario de Turín; positiva a la izquierda, negativa a la derecha.

El Sudario o Sábana Santa de Turín es la reliquia de Jesús más conocida y más intensamente estudiada. La validez de las pruebas científicas para la autenticidad del Sudario está en disputa. La datación por radiocarbono en 1988 sugiere que la mortaja se hizo durante la Edad Media. Los argumentos en contra de los resultados de la datación por carbono de 1988 incluyen conflictos en la interpretación de evidencias, muestras que provienen de un rincón no representativo y presencia de contenido adicional de carbono debido a daños por fuego.
Los residuos de polen en el Sudario proporcionan evidencia de un origen en el área de Jerusalén antes del siglo VIII.
Tanto escépticos como defensores tienen posiciones arraigadas sobre la autenticidad de la Sábana Santa, a menudo enfrentando a la ciencia contra la milagrosa forma divina que impide un diálogo constructivo para resolver el problema a satisfacción de todos.

### Sudario de Oviedo
El Sudario de Oviedo es una tela manchada de sangre, que mide c. 84 × 53 cm, conservada en la Cámara Santa de la Catedral de San Salvador (Oviedo), España. Se dice que el Sudarium (latín para 'paño de sudor') es el paño envuelto alrededor de la cabeza de Jesucristo después de su muerte, señalado en el Evangelio de Juan (20: 6–7).
El Sudarium está sucio y arrugado, con manchas oscuras que están dispuestas simétricamente pero no forman una imagen como en el Sudario de Turín. Los defensores de la autenticidad de la reliquia, como el archivero del Vaticano Mons. Giulio Ricci, sostienen que ambas telas cubrían al mismo hombre.

### Imagen de Edesa

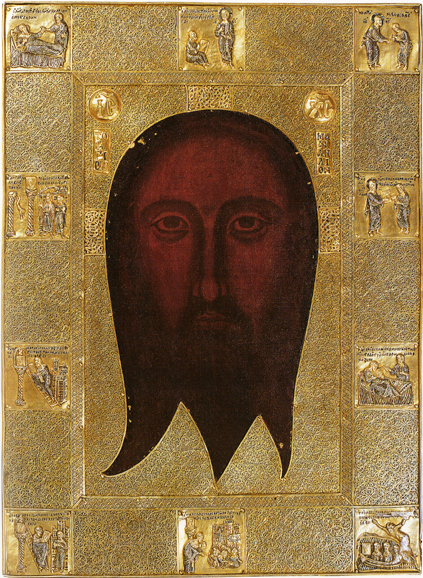
Santa Faz de Génova.

La Imagen de Edesa también conocida como Mandylion. Dos imágenes son reclamadas como Mandylion: la Santa Faz de Génova en la Iglesia de San Bartolomé de los Armenios en Génova y la Santa Faz de San Silvestro, conservada en la Iglesia de San Silvestro in Capite en Roma hasta 1870, y que ahora se aloja en la Capilla Matilda del Palacio del Vaticano. Es objeto de debate que el Mandylion sea, de hecho, la Sábana Santa de Turín.Se cree también que la Santa Faz de Génova y la de la Capilla Catilda sean copias del madylion de Edesa, según teorías De las dos copias que quedaron en Constantinopla, una fue donada por el emperador Juan VII Paleólogo (1341-1391) a Leonardo Montaldo, legado el dogo de Génova, y aun hoy es venerado en la iglesia armenia de San Bartolomé de esta ciudad. La otra copia fue enviada a Roma (En el siglo X, y como consecuencia de un acuerdo con los musulmanes, el Mandylion fue trasladado de Edesa a Constantinopla, visto que ya había pasado el tiempo de la iconoclastia. El jefe de la delegación bizantina, al que se entregó la reliquia, desechó las copias, incluso la de la teja (keramion). La imagen original fue llevada en la capilla de Nuestra Señora del Faro, en el palacio real, donde se custodiaban las reliquias más importantes. Algunos años más tarde, en el 968, el emperador Nicéforo II consiguió llevarse a casa también el keramion y las copias, que eran presumiblemente del siglo VII.)

### Velo de Verónica

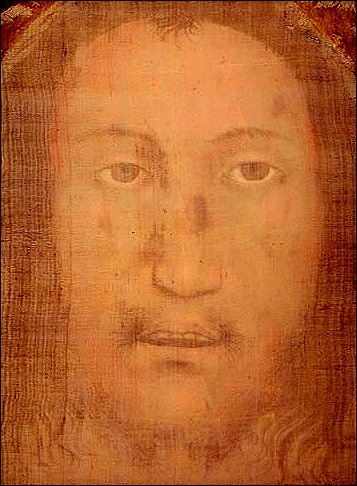
La Imagen de Manoppello.

Se afirma que el Velo de Verónica fue usado para limpiar el sudor de la frente de Jesús mientras cargaba a hombros la cruz. La imagen se asemeja al rostro de Cristo. Hoy día, varias reliquias pretenden ser el Velo de Verónica.
Una imagen que se conserva en la basílica de San Pedro en Roma pretende ser el velo de Verónica venerada en la Edad Media. El análisis de autenticidad registrada con más detalle en el siglo XX ocurrió en 1907 cuando el historiador jesuita de arte Joseph Wilpert inspeccionó la imagen.
El Palacio Imperial de Hofburg en Viena mantiene una copia del velo de Verónica, identificado por la firma de 1617 del secretario del papa Pablo V, durante cuyo reinado se hicieron una serie de seis copias del velo.
La imagen en el Monasterio de la Santa Faz en Alicante, España, fue adquirida por el papa Nicolás V de familiares del emperador bizantino en 1453 y conservada en Alicante desde 1489.
La Catedral de Jaén en España tiene una copia del Velo de la Verónica que probablemente data del siglo XIV en Siena, conocida como el "Santo Rostro" y adquirida por el obispo Nicolás de Biedma.
En 1999, el padre Heinnrich Pfeiffer anunció en una conferencia de prensa en Roma que había encontrado el Velo en el monasterio capuchino del pueblo de Manoppello, Italia, donde habría estado desde 1660. Este Velo se discute en el libro de 2010 de Paul Badde, El rostro de Dios. Los defensores de su autenticidad afirman que la cara de la Imagen de Manoppello corresponde a la cara presentada en la Sábana Santa de Turín y las manchas de sangre del Sudarium de Oviedo. 
Uronica
La imagen Acheiropoieta de la Uronica, que está custodiada en la capilla Sancta Sanctorum, es una imagen cuyo nombre significa lo esencial, que la tradición asegura que la imagen está pintada por Lucas el Evangelista y que fue terminada por la intervención de los ángeles, y otras leyendas aseguran que es una imagen sobreviviente de la furia iconoclasta del emperador León III el Isaurio, que llegó milagrosamente flotando a través del mar y mediante un sueño, el papa Gregorio II, fue avisado y salvo la reliquia. La imagen fue vista por algunos peregrinos como Gervasio de Tilbury, en su obra Otia imperialia, en el capítulo dedicado a la Verónica, como la famosa y verdadera reliquia de la Verónica:
“Est et alia dominici vultus effigies, in tabula eque impressa, in oratorio Sancti Laurentii in Palatio Lateranensi, quam sancte memorie nostri temporis papa Alexander Tertius multiplici panno serico operuit, eo quod attentius intuentibustremorem cum mortis periculo inferret”
Incluso algunos han llegado a señalar la similitud entre el nombre de Verónica y Uronica, Otros testimonios ya diferencia el Uronica y la verónica como dos imágenes sagradas distintas como el testimonio de Giraldo di Barri [Gerardo de Gales o Giraldus Cambrensis], Speculum Ecclesiæ (1220):
"de duabus igitur iconiis Salvatoris, Uronica scilicet et Veronica, quarum una apud Lateranum, altera vero apud Sanctum Petrum inter reliquias pretiosiores habetur... Quam cum papa quidam, ut fertur, inspicere præsumpsisset, statim lumen oculorum amisit, et deinde cooperta fuit auro et ar-gento tota præter genu dextrum, a quo oleum indesinenter emanat. Hæc autem imago dicitur Uronica, quasi essentialis"
Autores como Hans Belting, señalan que la Uronica es el verdadero origen de la Verónica, El testimonio más antiguo de su presencia en la capilla papal de Sancta sanctorum es bajo el pontificado del papa Esteban II, el cual en el año de 753, hizo una rogativa delante de la imagen para pedir protección  contra las amenazas de Astolfo, Luego el papa procesiona la imagen hasta la Basílica de Santa María la Mayor, después de esto, Astolfo cesó sus aspiraciones de tomar la ciudad. Con esto la fama de la imagen aumento. La procesión de la Uronica continuó desde el siglo VIII hasta el pontificado de Pio V, quien prohibió la procesión de la imagen.